# Mattias Ekström
Bengt Mattias Ekström (Falun, 14 luglio 1978) è un pilota automobilistico svedese.
È stato campione dello Swedish Touring Car Championship nel 1999, del World Rallycross nel 2016, due volte del DTM (2004 e 2007) e quattro volte vincitore della Race of Champions: nel 2006, nel 2007, nel 2009 e nel 2023. Dal 2001 al 2018 ha corso nel DTM per il team Audi e, sempre per la medesima casa, anche nel rallycross.

## Carriera
Ha iniziato la sua carriera nel 1993 sui kart arrivando, nel 1997, a disputare il campionato turismo svedese e vincendolo nel 1999 alla guida dell'Audi A4 Quattro.
Dopo il successo nel campionato nazionale ottenne un sedile nel DTM nel team ABT Junior; alla guida dell'Audi TT del team chiude ottavo la sua stagione d'esordio, terzo nel 2002 e quarto nel 2003.
Nel 2004 riuscirà a conquistare il titolo di campione DTM non riuscendo però a difendere il titolo nella stagione 2005 giungendo secondo in classifica.
Dopo una stagione 2006 non a buoni livelli, ma in cui trionferà per la prima volta nella Race of Champions, riuscirà a riconquistare il titolo nel 2007 sempre guidando per l'Audi; a coronamento della stagione riuscirà anche a vincere, per la seconda volta, la Race of Champions contro Michael Schumacher.

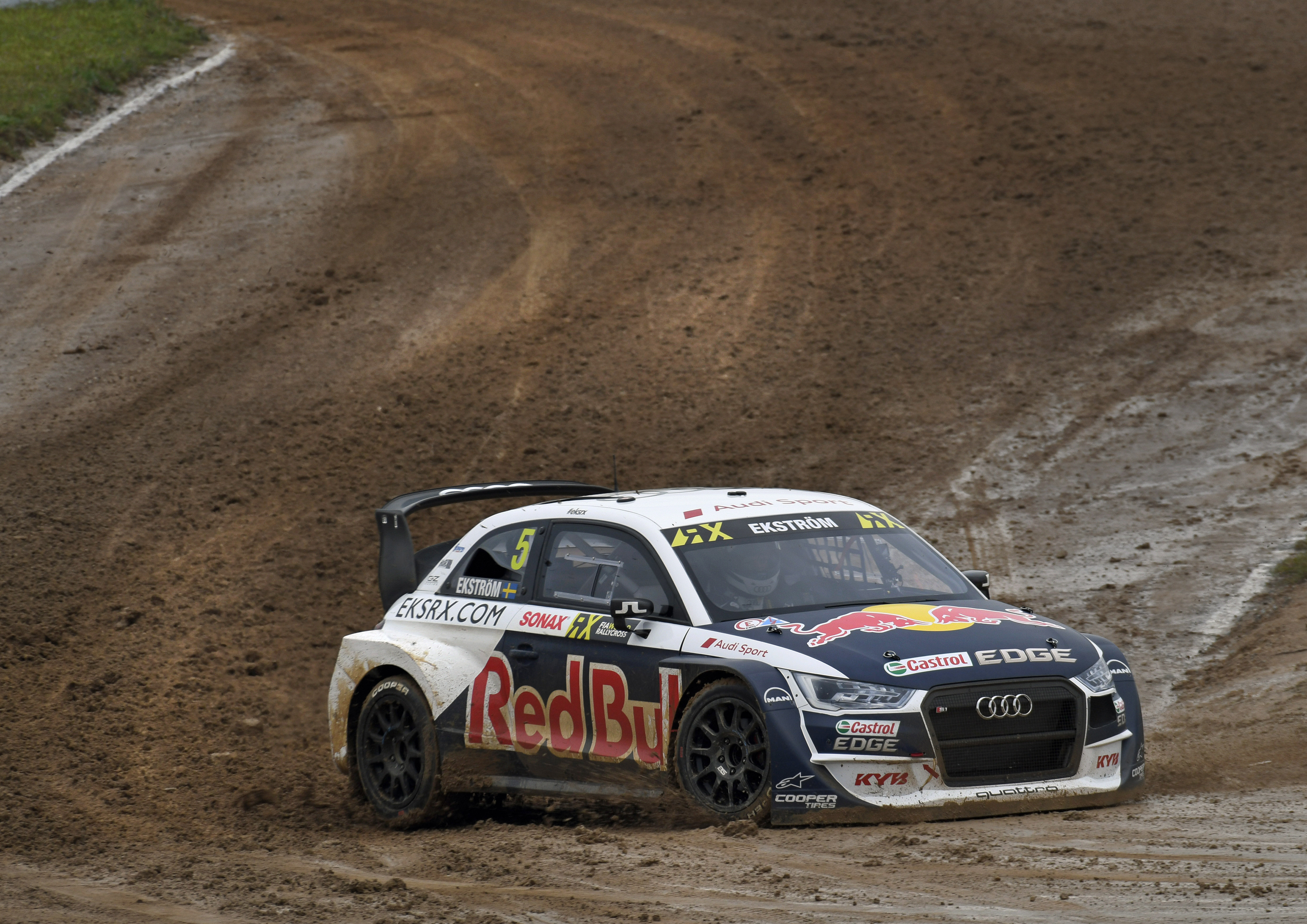
Ekström, nel 2018, alla guida della sua Audi S1.

Anche nel 2009 riuscirà a vincere nella Race of Champions battendo nuovamente il sette volte campione di Formula 1 tedesco.
Nel 2014 esordisce con il suo team, chiamato EKS RX e supportato dall'Audi Sport, nel FIA World Rallycross Championship alla guida dell'Audi S1; dopo un periodo di apprendistato riuscirà nel 2016 a conquistare la corona iridata dopo un duello protrattosi per tutta la stagione col suo connazionale Johan Kristoffersson.
Al fine di impegnarsi maggiormente nel WRX nel 2018 annuncia il suo ritiro dal DTM dopo ben 17 anni di presenza nel campionato.
Nonostante ciò non riuscirà più a riconquistare il titolo, vinto due volte consecutivamente da Kristoffersson, e complice il disimpegno di Audi Sport nel supporto al team al termine della stagione 2018 abbandona il campionato dopo aver conquistato il secondo posto in classifica.
Impegnato nel campionato di rally svedese e sporadicamente, come accaduto nel 2019 in Belgio, gareggia come "wild card" nel campionato del mondo rallycross.

Nella stagione 2020 è tornato a competere nel campionato del mondo rallycross, alla guida dell'Audi S1 messa in pista dal KYB Team JC, ove ha concluso la stagione al secondo posto dietro il connazionale Johan Kristofferson.

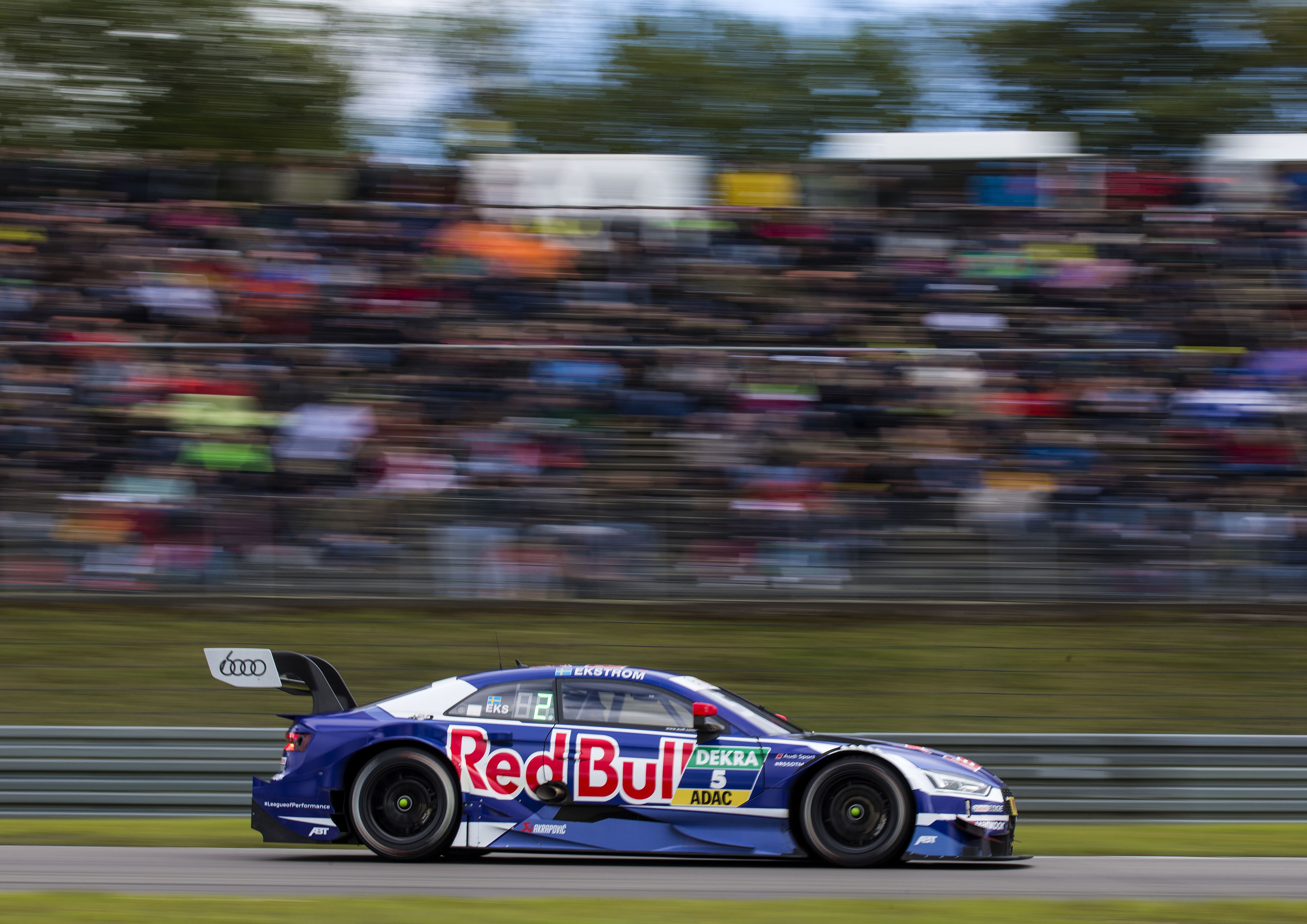
Ekström al Nürburgring nel 2017 nel campionato DTM.

Sempre nel 2020 è diventato ambasciatore per la Cupra, azienda produttrice di veicoli ad alte prestazioni legata alla Seat.
All'inizio del 2021 ha partecipato alla Dakar con la squadra X-Raid Yamaha Racing Rally Supported team; per la medesima competizione, ma per il 2022, il pilota svedese tornerà a correre per l'Audi che, attraverso il proprio ramo di attività sportiva Audi Sport, parteciperà alla celebre gara.
Nel 2023 trionfa per la quarta volta alla Race of Champions battendo in finale Mick Schumacher, dopo aver vinto le edizioni 2007 e 2009 contro il padre Michael Schumacher

## Risultati

### WRC
| 1999 | Scuderia | Vettura                  |  |    |  |  |  |  |  |  |  |  |  |  |  |  |  |  | Punti | Pos. |
| ---- | -------- | ------------------------ |  | -- |  |  |  |  |  |  |  |  |  |  |  |  |  |  | ----- | ---- |
| 1999 |          | Mitsubishi Lancer Evo IV |  | 30 |  |  |  |  |  |  |  |  |  |  |  |  |  |  | 0     |      |

| 2000 | Scuderia | Vettura                  |  |    |  |  |  |  |  |  |  |  |  |  |  |  |  |  | Punti | Pos. |
| ---- | -------- | ------------------------ |  | -- |  |  |  |  |  |  |  |  |  |  |  |  |  |  | ----- | ---- |
| 2000 |          | Mitsubishi Lancer Evo IV |  | 21 |  |  |  |  |  |  |  |  |  |  |  |  |  |  | 0     |      |

| 2003 | Scuderia | Vettura                   |  |    |  |  |  |  |  |  |  |  |  |  |  |  |  |  | Punti | Pos. |
| ---- | -------- | ------------------------- |  | -- |  |  |  |  |  |  |  |  |  |  |  |  |  |  | ----- | ---- |
| 2003 |          | Mitsubishi Lancer Evo VII |  | 23 |  |  |  |  |  |  |  |  |  |  |  |  |  |  | 0     |      |

| 2004 | Scuderia | Vettura                   |  |    |  |  |  |  |  |  |  |  |  |  |  |  |    |  | Punti | Pos. |
| ---- | -------- | ------------------------- |  | -- |  |  |  |  |  |  |  |  |  |  |  |  | -- |  | ----- | ---- |
| 2004 |          | Mitsubishi Lancer Evo VII |  | 12 |  |  |  |  |  |  |  |  |  |  |  |  | 24 |  | 0     |      |

| 2005 | Scuderia         | Vettura         |  |    |  |  |  |  |  |  |  |  |  |  |  |  |  |  | Punti | Pos. |
| ---- | ---------------- | --------------- |  | -- |  |  |  |  |  |  |  |  |  |  |  |  |  |  | ----- | ---- |
| 2005 | Škoda Motorsport | Škoda Fabia WRC |  | 10 |  |  |  |  |  |  |  |  |  |  |  |  |  |  | 0     |      |

| 2006 | Scuderia       | Vettura         |  |     |  |  |  |  |  |  |    |  |  |  |  |  |  |  | Punti | Pos. |
| ---- | -------------- | --------------- |  | --- |  |  |  |  |  |  | -- |  |  |  |  |  |  |  | ----- | ---- |
| 2006 | Red Bull Škoda | Škoda Fabia WRC |  | Rit |  |  |  |  |  |  | 11 |  |  |  |  |  |  |  | 0     |      |

| 2021 | Scuderia | Vettura                |  |    |  |  |  |  |  |  |  |  |  |  |  |  |  |  | Punti | Pos. |
| ---- | -------- | ---------------------- |  | -- |  |  |  |  |  |  |  |  |  |  |  |  |  |  | ----- | ---- |
| 2021 |          | Škoda Fabia Rally2 Evo |  | 19 |  |  |  |  |  |  |  |  |  |  |  |  |  |  | 0     |      |

| Legenda | 1º posto | 2º posto | 3º posto | A punti | Senza punti | Ritirato | Squalificato | NP=Non partito C=Gara cancellata | Apice=Power stage |

### Group N Cup/WRC-3
| 1999 | Scuderia | Vettura                  |  |    |  |  |  |  |  |  |  |  |  |  |  |  |  |  | Punti | Pos. |
| ---- | -------- | ------------------------ |  | -- |  |  |  |  |  |  |  |  |  |  |  |  |  |  | ----- | ---- |
| 1999 |          | Mitsubishi Lancer Evo IV |  | 11 |  |  |  |  |  |  |  |  |  |  |  |  |  |  | 0     |      |

| 2000 | Scuderia | Vettura                  |  |   |  |  |  |  |  |  |  |  |  |  |  |  |  |  | Punti | Pos. |
| ---- | -------- | ------------------------ |  | - |  |  |  |  |  |  |  |  |  |  |  |  |  |  | ----- | ---- |
| 2000 |          | Mitsubishi Lancer Evo IV |  | 5 |  |  |  |  |  |  |  |  |  |  |  |  |  |  | 2     | 27º  |

| 2021 | Scuderia | Vettura                |  |    |  |  |  |  |  |  |  |  |  |  |  |  |  |  | Punti | Pos. |
| ---- | -------- | ---------------------- |  | -- |  |  |  |  |  |  |  |  |  |  |  |  |  |  | ----- | ---- |
| 2021 |          | Škoda Fabia Rally2 Evo |  | 52 |  |  |  |  |  |  |  |  |  |  |  |  |  |  | 12    | 32º  |

| Legenda | 1º posto | 2º posto | 3º posto | A punti | Senza punti | Ritirato | Squalificato | NP=Non partito C=Gara cancellata | Apice=Power stage |

### Risultati Pure ETCR / ETCR
| Anno    | Squadra                   | Vettura       | ITA | SPA | DAN | UNG | FRA |     | Punti | Pos. |
| ------- | ------------------------- | ------------- | --- | --- | --- | --- | --- | --- | ----- | ---- |
| 2021    | Cupra X Zengő Motorsport] | CUPRA e-Racer | 3   | 1   | 3   | 3   | 8   |     | 320   | 1°   |
| Anno    | Squadra                   | Vettura       | FRA | UNG | SPA | BEL | ITA | GER | Punti | Pos. |
| 2022    | Cupra EKS                 | CUPRA e-Racer | 1   | 2   | 1   | 5   | 2   | 4   | 488   | 2°   |
| Legenda |                           |               |     |     |     |     |     |     |       |      |

### Rally Dakar
| Anno | Classe | Scuderia                      | Vettura          | Pos. | TV |
| ---- | ------ | ----------------------------- | ---------------- | ---- | -- |
| 2021 | SSV    | Yamaha powered by X-raid Team | Yamaha YXZ1000R  | Rit  | 0  |
| 2022 | Auto   | Team Audi Sport               | Audi RS Q e-tron | 9º   | 1  |
| 2023 | Auto   | Team Audi Sport               | Audi RS Q e-tron | 14º  | 0  |
| 2024 | Auto   | Team Audi Sport               | Audi RS Q e-tron | 48°  | 1  |
| 2025 | Auto   | Ford M-Sport                  | Ford Raptor T1+  | 3º   | 1  |

### W2RC
| Anno | Scuderia        | Vettura          | 1        | 2        | 3     | 4       | 5      | Pos. | Punti |
| ---- | --------------- | ---------------- | -------- | -------- | ----- | ------- | ------ | ---- | ----- |
| 2023 | Team Audi Sport | Audi RS Q e-tron | DAK 924  | ABU 223  | SON 8 | DES 125 | MAR 65 | 7°   | 77    |
| 2024 | Team Audi Sport | Audi RS Q e-tron | DAK 2415 | ABU      | ULT   | DES     | MAR    | 22°  | 15    |
| 2025 | Ford M-Sport    | Ford Raptor T1+  | DAK 314  | ABU Rit1 | SUD   | ULT     | MAR    |      | 45    |